# Nosodendron nitidum
Nosodendron nitidum är en skalbaggsart som beskrevs av Champion 1923. Nosodendron nitidum ingår i släktet Nosodendron och familjen almsavbaggar. Inga underarter finns listade i Catalogue of Life.